# (9087) Neff
(9087) Neff (1995 SN3) – planetoida z pasa głównego asteroid okrążająca Słońce w ciągu 3,45 lat w średniej odległości 2,28 au. Odkryta 29 września 1995 roku.